# Breedenbroek

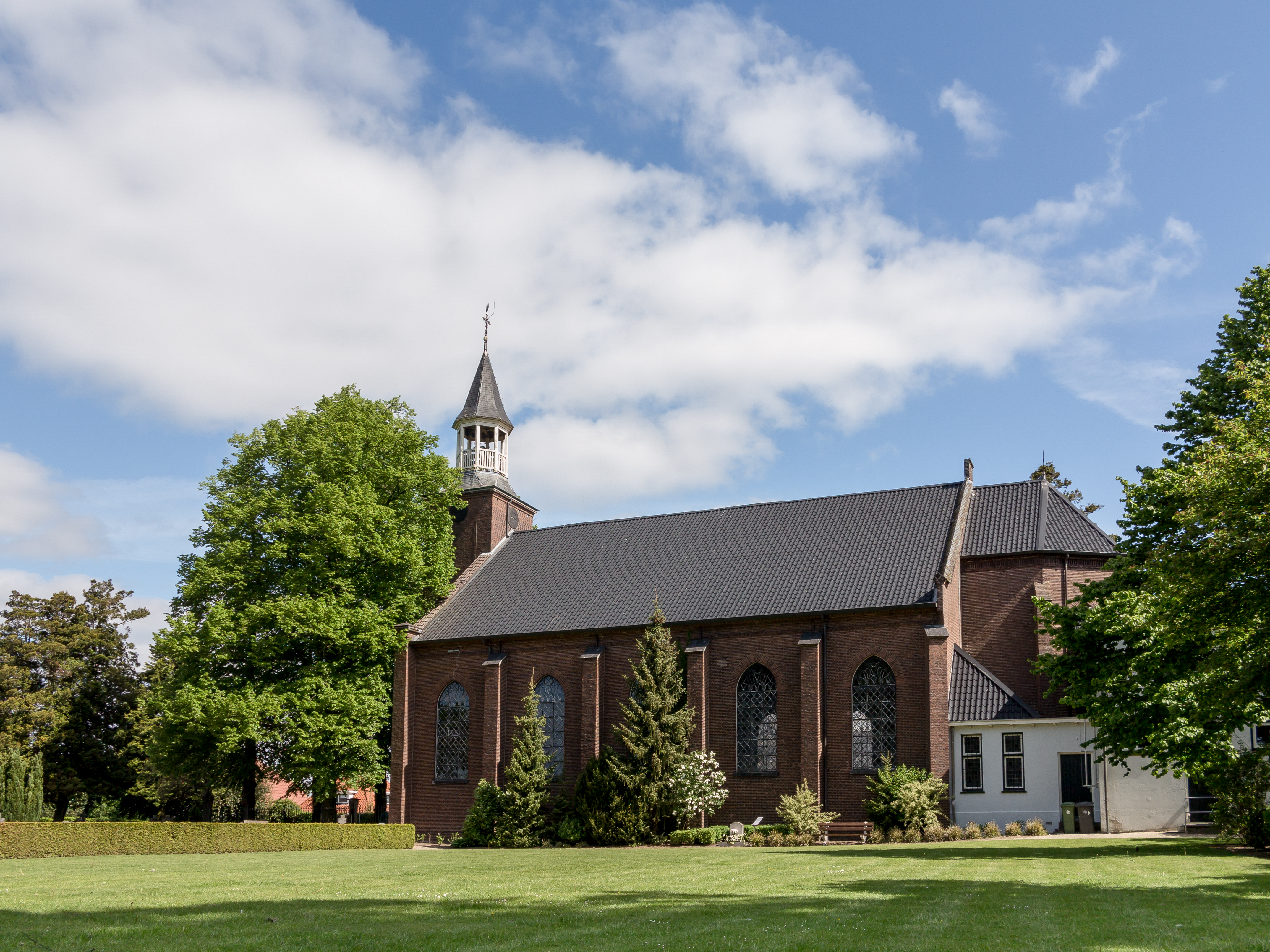
Église catholique: de Sint-Petrus en Pauluskerk

Breedenbroek est un village situé dans la commune néerlandaise d'Oude IJsselstreek, dans la province de Gueldre. En 2009, le village comptait environ 1 000 habitants.